# Biganos
Biganos egy francia település Gironde megyében az Aquitania régióban. Lakosainak száma 11 303 fő (2022. január 1.). Lakói a Boïens-ok.

## Adminisztráció
Polgármesterek:
- 2001–2005 Lucien Mounaix
- 2005–2008 Martine Galloux
- 2008–2020 Bruno Lafon

## Demográfia
| Lakosok száma | 4213 | 4588 | 5908 | 8622 | 9950 | 10 258 | 10 706 | 10 990 | 11 065 | 11 303 |
|               | 1968 | 1982 | 1990 | 2006 | 2013 | 2015   | 2017   | 2019   | 2020   | 2022   |

## Látnivalók
- Saint-Gervais templom
- Malom
- Római kori régészeti leletek

## Testvérvárosok
- Franciaország Saint-Martin-de-Fontenay